# Народный художник Республики Татарстан
Народный художник Республики Татарстан (тат. Татарстан Республикасы Халык рәссаме) — почётное звание Республики Татарстан, учреждённое 24 марта 2004 года.

## Статут
Учреждено указом Президиума Верховного Совета ТАССР от 7 декабря 1948 года «Об установлении почетного звания „Народный художник Татарской АССР“». До 1991 года присваивалось Президиумом Верховного Совета ТАССР, ТССР; в дальнейшем — президентом Республики Татарстан. Переучреждено законом Государственного Совета Республики Татарстан от 26 февраля 2004 года «О государственных наградах Республики Татарстан». Присваивается «крупнейшим художникам, создавшим выдающиеся произведения живописи, скульптуры, графики, монументального, декоративно-прикладного, театрального, кино- и телеискусства, которые внесли выдающийся вклад в художественную культуру республики и получили широкое общественное признание» Обладателю звания вручается грамота и нагрудный знак. По состоянию на 1 января 2019 года звания удостоены 66 человек.